# Adolf von Nassau

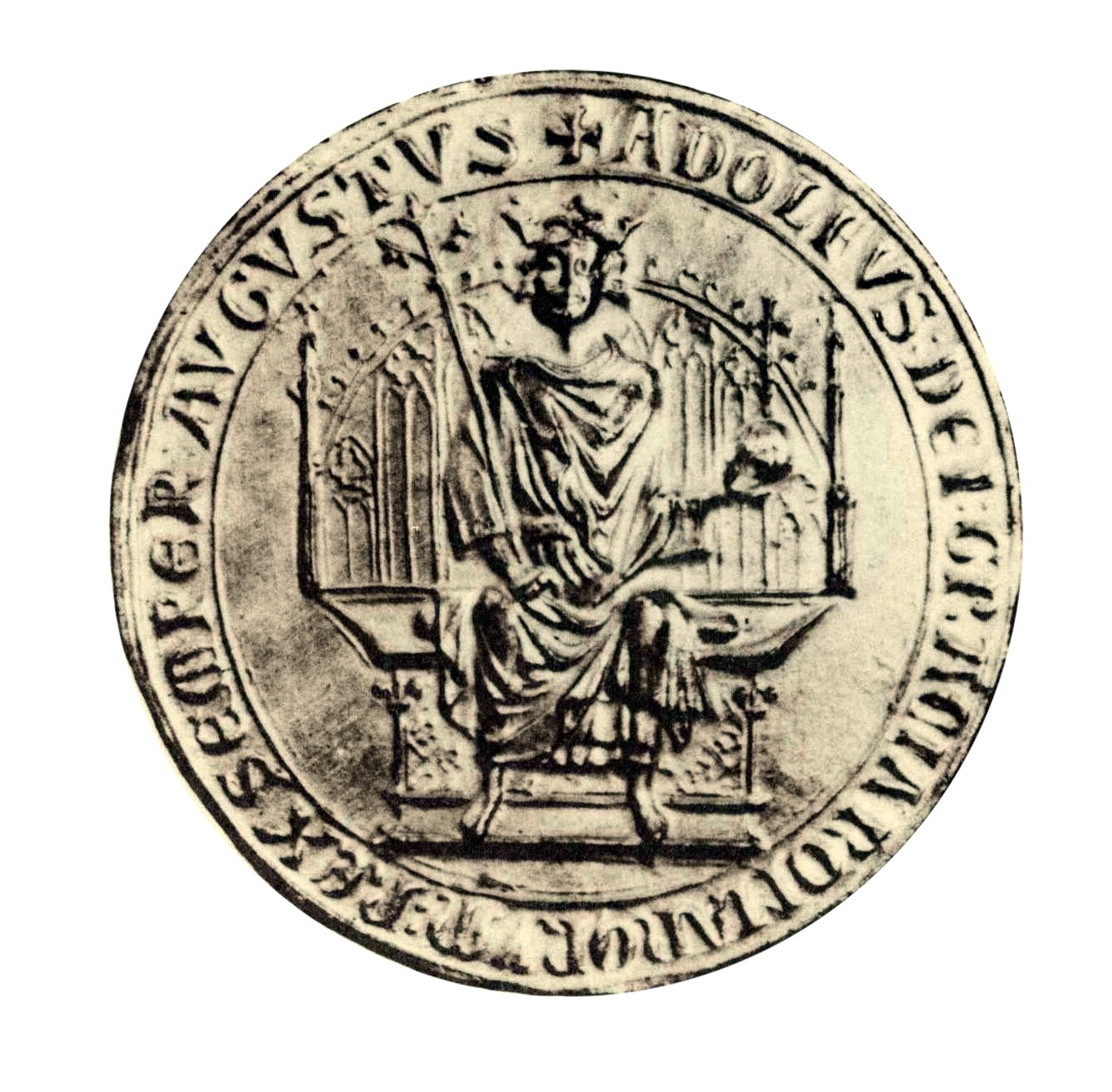
Kleines Thronsiegel Adolfs von Nassau aus dem Jahre 1298

Adolf von Nassau (* vor 1250; † 2. Juli 1298 bei Göllheim in der Pfalz) aus der Walramischen Linie des Adelsgeschlechts der Nassauer war von 1292 bis zu seinem Tod römisch-deutscher König. Er gilt als der zweite in der Reihe der sogenannten Grafenkönige und war der erste geistig und körperlich gesunde Herrscher des Heiligen Römischen Reiches, den die Kurfürsten ohne Bannspruch des Papstes absetzten. Zu Tode kam Adolf in der Schlacht bei Göllheim im Kampf mit dem Gegenkönig Albrecht von Österreich.

## Leben

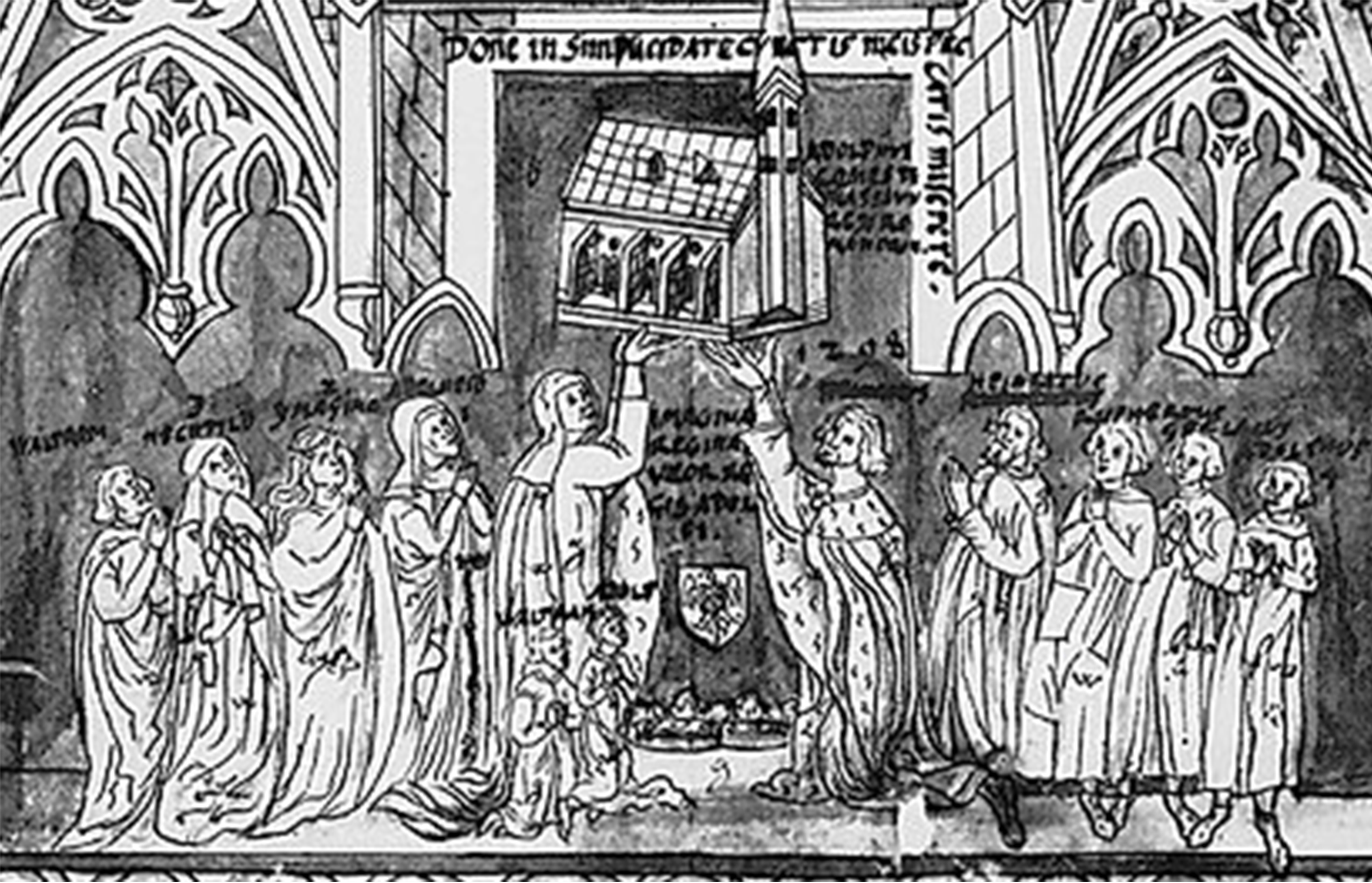
Zeitnahes Porträt König Adolfs und seiner Gattin Imagina. Wandgemälde im Kloster Klarenthal, Mitte 14. Jahrhundert, zerstört im 17. Jahrhundert, abgezeichnet 1632

### Familie und Nachkommen
Adolf war der zweite Sohn des Grafen Walram II. von Nassau und der Adelheid von Katzenelnbogen. Er heiratete um 1270 Imagina von Isenburg-Limburg.
Adolfs Bruder war Diether von Nassau, der nach Adolfs Tod Erzbischof von Trier wurde. Agnes von Isenburg-Limburg, die Schwester Imaginas, war mit Heinrich von Westerburg verheiratet. Dieser war der Bruder des Erzbischofs von Köln, Siegfried von Westerburg. Nach neueren Forschungen war auch die als Selige verehrte Mystikerin Christina von Retters sehr wahrscheinlich eine der Schwestern Adolfs.
Adolfs Ehe mit Imagina entstammen mindestens acht Kinder:
- Heinrich (starb jung)
- Imagina (starb jung)
- Ruprecht VI., Graf von Nassau (* vor 1280; † 2. November 1304)
- Mechthild (vor 1280–1323), heiratete Rudolf den Stammler
- Gerlach I., Graf von Nassau (* vor 1288; † 7. Januar 1361)
- Adolf (* 1292; † 1294)
- Adelheid, Äbtissin von Kloster Klarenthal seit 1311 († 1338)
- Walram III., Graf zu Nassau-Wiesbaden (* 1294; † 15. Mai 1324)

### Wirken als Graf von Nassau
Adolf wurde 1277 Graf von Nassau. Sein Erbe umfasste die nassauischen Länder südlich der Lahn im Taunus. Zu seiner Herrschaft gehörten als Lehen des Reiches Wiesbaden und Idstein sowie im Auftrag des Bistums Worms die Vogtei über Weilburg. Weiterhin hatte er Teil am Gemeinschaftsbesitz des nassauischen Stammlandes um die Burg Nassau und die Laurenburg.
Um 1280 war er in die Nassauisch-Eppsteinische Fehde verwickelt, in deren Folge die Eppsteiner die Stadt Wiesbaden und die Burg Sonnenberg zerstörten. Nach drei Jahren kam es 1283 zu einem Vergleich. Die Stadt Wiesbaden und die Burg Sonnenberg wurden wieder aufgebaut. Sonnenberg wurde neben Idstein die Residenz von Graf Adolf. Für Idstein erlangte Adolf 1287 Stadtrechte und baute die Befestigungen aus.
Unter Vermittlung seines Onkels Eberhard I. von Katzenelnbogen gelangte Adolf an den Hof Königs Rudolf I. von Habsburg, in dessen Umgebung er mehrfach bezeugt ist. König Rudolf belehnte 1286 Adolf mit dem Burghauptmannamt auf der Burg Kalsmunt in Wetzlar. Ein Jahr später wurde Adolf mit dem Burghauptmannamt auf der Burg Gutenfels bei Kaub belehnt; dadurch wurde er auch Lehnsmann des Pfalzgrafen bei Rhein.
Adolf war Anfang vierzig, als er zum König gewählt wurde. Seine politischen Aktivitäten hatten sich bis dahin auf seine Rolle als Bundesgenosse des Kölner Erzbischofs beschränkt. Adolf hatte zwar keine eigene Kanzlei, dürfte sich aber auf Grund seiner Beziehungen zu den Erzbischöfen von Köln und Mainz in den politischen Verhältnissen im Gebiet des Mittelrheins und von Mainz ausgekannt haben. Er sprach Deutsch, Französisch und Latein, was für die damalige Zeit bei Adeligen selten war.
Nach der Königswahl war Adolf von Nassau nur noch selten in seinem Stammland. Die Regierung dort hatte er an seine Burgmänner übertragen. Zu den wichtigsten Ereignissen gehörte am 17. Januar 1294 der Kauf der Herrschaft Weilburg für 400 Pfund Heller vom Bistum Worms. Dem Ort Weilburg verlieh er am 29. Dezember 1295 Stadtrechte.

### Wahl zum König

#### Fürstenallianz zugunsten Adolfs
Dem Vorgänger Adolfs, dem römisch-deutschen König Rudolf I. von Habsburg, gelang es nicht, den böhmischen König Wenzel II. dafür zu gewinnen, der Wahl seines Sohnes Albrecht zu seinem Nachfolger als Herrscher des Heiligen Römischen Reichs zuzustimmen. Nach dem Tod Rudolfs blieben die Bedenken Wenzels und der anderen Kurfürsten gegen Albrecht weiter bestehen. Nur der Pfalzgraf Ludwig der Strenge versprach Albrecht, ihn zu wählen. Die Ressentiments gegen Albrecht gingen nach einer Quelle aus dem 14. Jahrhundert so weit, dass der Erzbischof von Köln, Siegfried von Westerburg, die Ablehnung zum Prinzip erhob, indem er argumentierte, dass es Unrecht sei, wenn der Sohn dem Vater auf den Thron folge.
Weiterhin kamen Wenzel und Siegfried mit Gerhard II. von Eppstein, dem Erzbischof von Mainz, überein, dass ein zukünftiger König hauptsächlich ihren Interessen dienen solle. Wenzel gelang es, auch den brandenburgischen und den sächsischen Kurfürsten auf seine Seite zu ziehen. Der sächsische Herzog verpflichtete sich am 29. November 1291 schriftlich, er werde genauso abstimmen wie Wenzel. Der brandenburgische Markgraf dürfte eine ähnliche Verpflichtung abgegeben haben. Der Pfalzgraf und der Trierer Erzbischof beugten sich daraufhin der Mehrheit des Kurfürstenkollegiums.

#### Wahlversprechen Adolfs

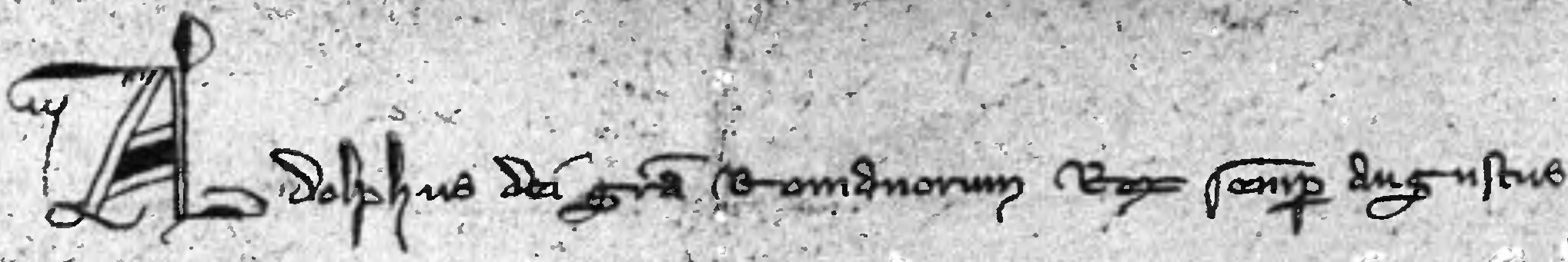
Intitulatio einer Urkunde Adolfs aus dem Jahr 1292: Adolphus dei gratia Romanorum rex semper augustus, deutsch: Adolf von Gottes Gnaden Römischer allzeit erhabener König

Daher schlug wohl der Kölner Erzbischof dem Kurfürstenkollegium Adolf von Nassau als König vor. Dieser erklärte sich für den Fall seiner Wahl bereit, den Kurfürsten umfangreiche Zugeständnisse zu machen und ihren politischen Forderungen zu folgen.
Einige Tage vor der Wahl, am 27. April 1292, ließ sich als Erster der Kölner Erzbischof eine Urkunde ausstellen, in der ihm Adolf für den Fall seiner Wahl eine lange Liste von Besitzbestätigungen, Verpfändungen von Reichsstädten und Reichsburgen sowie eine Summe von 25.000 Mark in Silber zusagte. Weiterhin versprach Adolf den Beistand gegen konkret aufgeführte Gegner, aber auch allgemeinen Beistand; zudem sollte er keinen Feind des Erzbischofs in seinen Rat aufnehmen. Nach der Wahl sollte Adolf dem Erzbischof hinreichende Sicherheiten für die Erfüllung der Versprechen geben, andernfalls würde er seines Throns verlustig gehen. Die letzte Klausel belegt den Umstand, dass Ende des 13. Jahrhunderts die Krönung zum König als konstituierendes Moment der Herrschaft noch sehr entscheidend war. Denn Adolf versprach dem Erzbischof, erst um seine Krönung zu bitten, wenn er die angesprochenen Sicherheiten beigebracht habe.
Die anderen Kurfürsten ließen sich von Adolf ähnliche Zugeständnisse, allerdings erst nach der Wahl, bestätigen. Am weitreichendsten waren die Zugeständnisse an den böhmischen König Wenzel vom 30. Juni 1292. Adolf versprach Wenzel, dem Habsburger Albrecht die beiden Herzogtümer Österreich und Steiermark wieder zu entziehen. Dies solle auf die gleiche Weise geschehen, wie der vorige König Rudolf dem böhmischen König Ottokar II., dem Vater Wenzels, Reichsterritorien abgenommen hatte. Albrecht solle zunächst zu einer Gerichtsverhandlung geladen werden. Wenn er sich nicht beuge, sollten die Beschlüsse des Gerichts innerhalb eines Jahres mit Gewalt vollzogen werden. Wenzel werde anschließend die ehemaligen Gebiete seines Vaters zurückerhalten.
Dem Mainzer Erzbischof Gerhard II. wurden die Reichsstädte Mühlhausen und Nordhausen übertragen, was den Interessen des Mainzers im Thüringer Raum entsprach. Weiterhin erhielt der Erzbischof finanzielle Vergünstigungen. Ähnlich wie sein Kölner Amtskollege verbot auch der Mainzer Kurfürst, dass ihm unliebsame Personen in Adolfs Rat aufgenommen würden.
Im Vergleich zu den Vergünstigungen, die der Mainzer, der Kölner und der böhmische Kurfürst erhielten, waren die Zuwendungen an den Pfalzgrafen und den Trierer Erzbischof bescheidener.
Am 5. Mai 1292 kam es zur Wahl Adolfs und am 24. Juni zur Krönung in Aachen. Allerdings waren seiner Macht wegen der eingegangenen Verpflichtungen von Anfang an enge Grenzen gesetzt.

### Herrschaft

#### Bruch der Wahlversprechen
Wie mit dem Kölner Erzbischof vereinbart, blieb Adolf nach seiner Wahl vier Monate in dessen Herrschaftsgebiet. Der Erzbischof erwartete vom König eine Revision der Ergebnisse der Schlacht von Worringen 1288. Er hatte die Hoffnung, wieder größeren Einfluss in der Stadt Köln zu gewinnen. Trotz der engen Vorgaben emanzipierte sich Adolf rasch von seinen Wählern und schloss Bündnisse mit ihren Gegnern. So bestätigte er beispielsweise die Rechte von Adligen und der Stadt Köln, die sich gegen ihren Landesherrn gewandt hatten, und erweiterte diese Rechte sogar.
Auch die Versprechungen hinsichtlich der Herzogtümer Österreich und Steiermark brach Adolf sehr schnell. Albrecht vermied als kluger Diplomat eine Auseinandersetzung mit dem neuen König und erhielt gegen Herausgabe der Reichskleinodien, die er von seinem Vater her noch in Besitz hatte, im November 1292 eine förmliche Belehnung mit Österreich, der Steiermark, der Windischen Mark und der Herrschaft Pordenone. Die Verfügung über die prestigeträchtigen Insignien und Reliquien des Reiches war ein zusätzliches und wichtiges Indiz für die Legitimität der Herrschaft des Königs, aber keine zwingende Voraussetzung. Mit jeder neuen Urkundenausfertigung rückte Adolf von seinen Versprechungen ein Stück weiter ab, ohne dass man ihn des offenen Vertragsbruchs bezichtigen konnte.
Auch sonst agierte Adolf als selbstbewusster Herrscher. Sein Hof war Anziehungspunkt für alle, die Schutz vor den mächtiger werdenden Territorialherren des Reiches suchten. Er hielt zahlreiche Hoftage ab, erneuerte bereits zu Beginn seiner Herrschaft den allgemeinen Landfrieden Rudolfs I. für weitere zehn Jahre und stiftete mindestens zwei regionale Landfrieden.
Adolf nutzte das Lehnswesen als eines seiner wichtigsten Herrschaftsinstrumente. Er verlangte von den geistlichen Reichsfürsten für die Belehnung mit Regalien eine Zahlung, die sogenannte Lehnsware, und steigerte dieses Verlangen bis zum Ärgernis. Zeitgenossen sahen in diesem Vorgehen simonistische Tendenzen. Von heutigen Historikern wird es jedoch eher als innovative Möglichkeit angesehen, neue Staatseinnahmequellen zu erschließen, wie dies auch andere westeuropäische Könige taten. Auch die Wiedergewinnung und Verwaltung des Reichsgutes war ihm wichtig. So gelang ihm durch geschickte Heiratspolitik, ehemaliges Reichsgut wieder in die Verfügungsmacht des Reiches zu bringen.

#### Bündnis mit England
Im Jahre 1294 stand seine Herrschaft auf dem Höhepunkt. Adolf schloss mit dem englischen König Eduard I. ein Bündnis gegen Frankreich und erhielt dafür 60.000 Pfund Sterling, das entsprach 90.000 Goldmark. Das als Söldnertum aufgefasste Bündnis und die Tatsache, dass Adolf seinen Verpflichtungen nicht nachkam, schadeten zwar seinem Ansehen, waren aber zunächst folgenlos.
Dem Vertrag waren Versuche Frankreichs vorausgegangen, das Herzogtum Burgund und die Grafschaft Flandern zu erobern. Als Folge des Flämischen Erbfolgekrieges versuchte Philipp der Schöne, Frankreich um Flandern zu erweitern. Graf Guido von Dampierre vermittelte daher das Bündnis zwischen Eduard I. und Adolf zu seinem Schutz. Adolf ließ im Reich Truppen für einen Krieg gegen Frankreich werben. Papst Bonifatius VIII. befahl jedoch 1295 den Frieden und drohte Adolf für den Fall des Kriegsbeginns mit der Exkommunikation.

#### Politik in Thüringen
Wenig später griff er im von Kämpfen zerrütteten Thüringen ein, indem er die Landgrafschaft Thüringen von Albrecht dem Entarteten kaufte. Adolf nutzte dabei die Kämpfe, welche zwischen Albrecht und seinen Söhnen Friedrich und Dietrich ausgebrochen waren. Den Kauf vollzog er in seiner Eigenschaft als König und wohl mithilfe der Zahlungen aus England. Rechtlich gesehen war dies zulässig, da Adolf den Lehnsinhaber bewog, auf sein Lehen zu verzichten, und das Land wieder dem Reich zuführte. Weiterhin zog er die Markgrafschaft Meißen als Reichslehen ein, da diese nach dem Aussterben einer Nebenlinie der Wettiner im wörtlichen Sinne herrenlos und von einem Sohn Albrechts des Entarteten besetzt worden war.
Dieser Kauf und die Einziehung der Mark Meißen berührten aber die Interessen von gleich vier Kurfürsten. So konnte der Mainzer Erzbischof geltend machen, dass ein Teil Thüringens kein Reichslehen, sondern Mainzer Kirchenlehen sei. Böhmen konnte über den Machtzuwachs des Königs an seiner nördlichen Grenze auch nicht begeistert sein, zumal Adolf Wenzel II. die Belehnung mit der Mark Meißen zugesagt hatte. Auch hofften alle Kurfürsten, aus den Wirren in Thüringen Gewinn zu schlagen. Neben der vordergründigen Rückführung von Reichslehen zum Reich ist aber auch nicht auszuschließen, dass Adolf bestrebt war, sich eine, wenn auch kleine Hausmacht aufzubauen. Zunächst gelang es Adolf, seine Erwerbungen diplomatisch abzusichern und den brandenburgischen Markgrafen zum aktiven Handeln und den Mainzer Erzbischof sowie den Herzog von Sachsen zumindest zur Duldung des Kaufes zu bewegen.
Zwei blutige Feldzüge waren zur Sicherung der Erwerbungen notwendig, ein Landfrieden sicherte die Errungenschaften. Zwei Jahre später, im Sommer 1296, verkündete Adolf auf der Einladung zu einem Hoftag stolz, dass er durch seine Maßnahmen den Besitz des Reiches bedeutend vermehrt habe.

### Absetzung und Tod

#### Fürstenallianz gegen Adolf
Nachdem infolgedessen über das zuvor Gesagte mit allen dabei anwesenden Kurfürsten, Bischöfen, Prälaten, Herzögen, Grafen, Landherren und Weisen zuvor eine sorgsame Erörterung stattgefunden hat, erklären Wir auf allgemeinen Rat mit dem Willen aller und mit einhelliger Zustimmung der Anwesenden, dass dem zuvor genannten Herrn Adolf, der sich des Königtums so unwürdig erwiesen hat und der wegen seiner Ungerechtigkeiten und der zuvor genannten Gründe von Gott vertrieben wurde, damit er nicht weiter regiert, vom Herrgott das Königtum, das er bisher innehatte, entzogen wurde; Wir verkünden, dass es ihm entzogen wurde, und überdies entziehen Wir es ihm auf Veranlassung des einstimmigen Spruches der zuvor genannten Kurfürsten; indem Wir den Spruch anwenden und indem Wir alle, die durch Treueid an ihn gebunden waren, von diesem Eid auf immer lösen, verbieten Wir festiglich, dass ihm etwa jemand künftig als König gehorcht oder geneigt ist.
Anlass für die Auseinandersetzungen mit den Kurfürsten war die zuvor hingenommene Thüringenpolitik Adolfs. Zu Pfingsten 1297 schlossen sich die regierenden Markgrafen beider brandenburgischen Linien, der sächsische Herzog und der böhmische König zusammen, um ihre Interessen durchzusetzen. Der Mainzer Erzbischof Gerhard II. stand dieser Gruppe nahe.
Im Februar 1298 wurde die Lage für Adolf bedrohlich, denn Wenzel II. und Albrecht von Österreich legten ihre jahrelangen Streitigkeiten um Österreich und die Steiermark bei und trafen Vereinbarungen für den Fall, dass Adolf abgesetzt und Albrecht an seiner statt gewählt würde. Eventuell gab es bereits bei der jahrelang immer wieder verschobenen Krönung Wenzels zum böhmischen König am 2. Juni 1297 ein Treffen der Kurfürsten. Im Januar 1298 wurde durch den Mainzer Erzbischof Albrecht von Österreich vor ein Reichsgericht zitiert, um Albrecht und Adolf zu einem Kompromiss zu zwingen. Dies gelang aber nicht; es kam sogar zu verlustreichen Kämpfen zwischen beiden im Oberrheintal, die jedoch keine Entscheidung brachten. Im Mai 1298 lud nun der Mainzer Erzbischof den König vor Gericht, damit der Streit dort entschieden würde. Allerdings konnte der König als fehdeführende Partei nicht gleichzeitig Richter sein; auf der anderen Seite musste er diese Ladung als Provokation empfinden, da Albrecht gegen ihn, den rechtmäßigen König, die Waffen erhoben hatte. Das erste Treffen am 1. Mai und ein weiteres am 15. Juni, auf denen die Streitigkeiten geklärt werden sollten, kamen dementsprechend nicht zustande.
Ein Treffen zwischen dem Mainzer Erzbischof, dem Herzog von Sachsen und den Brandenburger Markgrafen (Otto IV. der mit dem Pfeil, Heinrich ohne Land und Hermann der Lange) am 23. Juni 1298 führte dann zu einem Gerichtsverfahren gegen den König selbst. Der Kölner Erzbischof und der böhmische König hatten den Mainzer Erzbischof zuvor ermächtigt, in ihrem Namen zu handeln. In diesem Verfahren wurde Adolf wegen zahlreicher Verbrechen angeklagt, darunter des fortgesetzten Landfriedensbruchs in Thüringen und des Bruches der Versprechungen an den Mainzer Erzbischof. Adolf wurde seines Amtes für unwürdig und seiner Königswürde für verlustig erklärt.

#### Juristische Winkelzüge

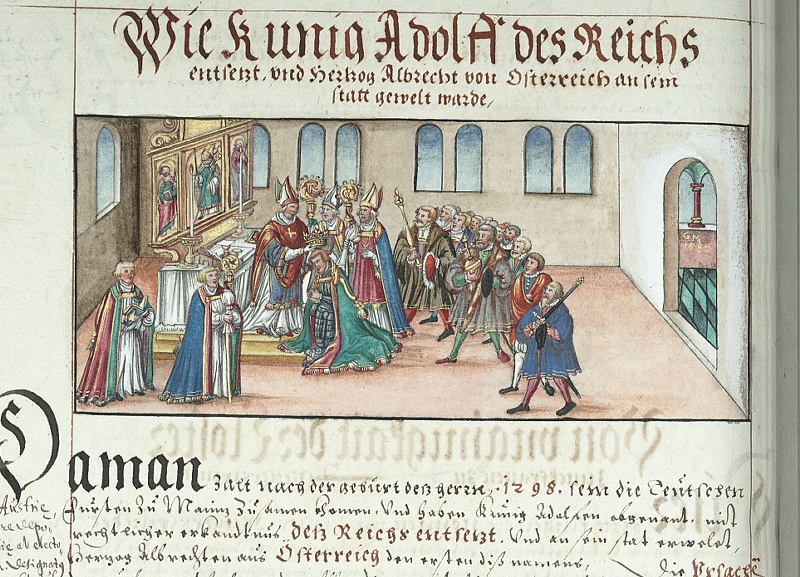
Absetzung Adolfs von Nassau und Wahl Albrechts I. zum König, Darstellung aus der Chronik der Würzburger Bischöfe

Bemerkenswerterweise wurde Adolf vor seiner Absetzung nicht vom Papst exkommuniziert. Der Papst war wahrscheinlich nicht einmal in das Absetzungsverfahren einbezogen worden. Die Fürsten versuchten zwar, ihre Argumente ähnlich zu formulieren wie Innozenz IV. bei der Absetzungserklärung Friedrichs II., dennoch war der Vorgang für diese Zeit ungeheuerlich. Denn Adolf war durch die Wahl und die Krönung nach dem zeitgenössischen Verständnis durch Gott als Herrscher erwählt worden, und die Fürsten brachen ihren Eid, in welchem sie dem König Treue geschworen hatten. Deshalb tauchen in der Liste der Anklagepunkte auch solche auf den ersten Blick eigenartigen Freveltaten auf wie die Schändung von Hostien und die simonistische Erpressung von Geldern. Weiterhin gab es keine reichsrechtliche Regelung für die Absetzung des Königs. Deshalb beriefen sich die Fürsten auf ihr Wahlrecht, aus dem sich auch das Recht zur Absetzung eines Königs ableite. Diese Argumentation war insofern problematisch, da es ja mit der Absetzung Friedrichs II. bereits einen Präzedenzfall gab. Nach dieser kirchenrechtlichen Regelung war aber nur der Papst zur Absetzung befugt.

#### Wahl Albrechts und Tod Adolfs
Im Anschluss an die Absetzung wurde Albrecht von Österreich zum neuen König gewählt. Wie die Wahl ablief, ist heute nicht mehr genau zu klären, da die Chronisten kaum etwas darüber berichten. So ist zum Beispiel die Frage offen, ob Albrecht die Wahl tatsächlich zunächst nicht annehmen wollte, wie er später gegenüber Papst Bonifatius VIII. behauptete.
Die Absetzung Adolfs war eine Sache, eine andere die Durchsetzung der Entscheidung gegenüber Adolf. Doch der Konflikt zwischen König Adolf und der fürstlichen Opposition entschied sich bald auf dem Schlachtfeld. Am 2. Juli 1298 trafen die Heere Adolfs und Albrechts in der Schlacht bei Göllheim aufeinander. Der kleine Ort liegt in der Nordpfalz zwischen Kaiserslautern und Worms nahe dem Massiv des Donnersbergs. Nach heftigen Angriffen fiel Adolf zusammen mit seinem Bannerträger und einigen Getreuen. Daraufhin wandte sich sein Heer zur Flucht und löste sich auf.
Albrecht verwehrte den Gefolgsleuten Adolfs, den gefallenen König im Speyerer Dom beizusetzen. Daher wurde Adolf zunächst nahe bei Göllheim im Zisterzienserinnenkloster Rosenthal beigesetzt und erst später nach Speyer überführt. An seinem Todesort in Göllheim erinnert das Königskreuz an ihn. Es ist das älteste Flurkreuz der Pfalz.

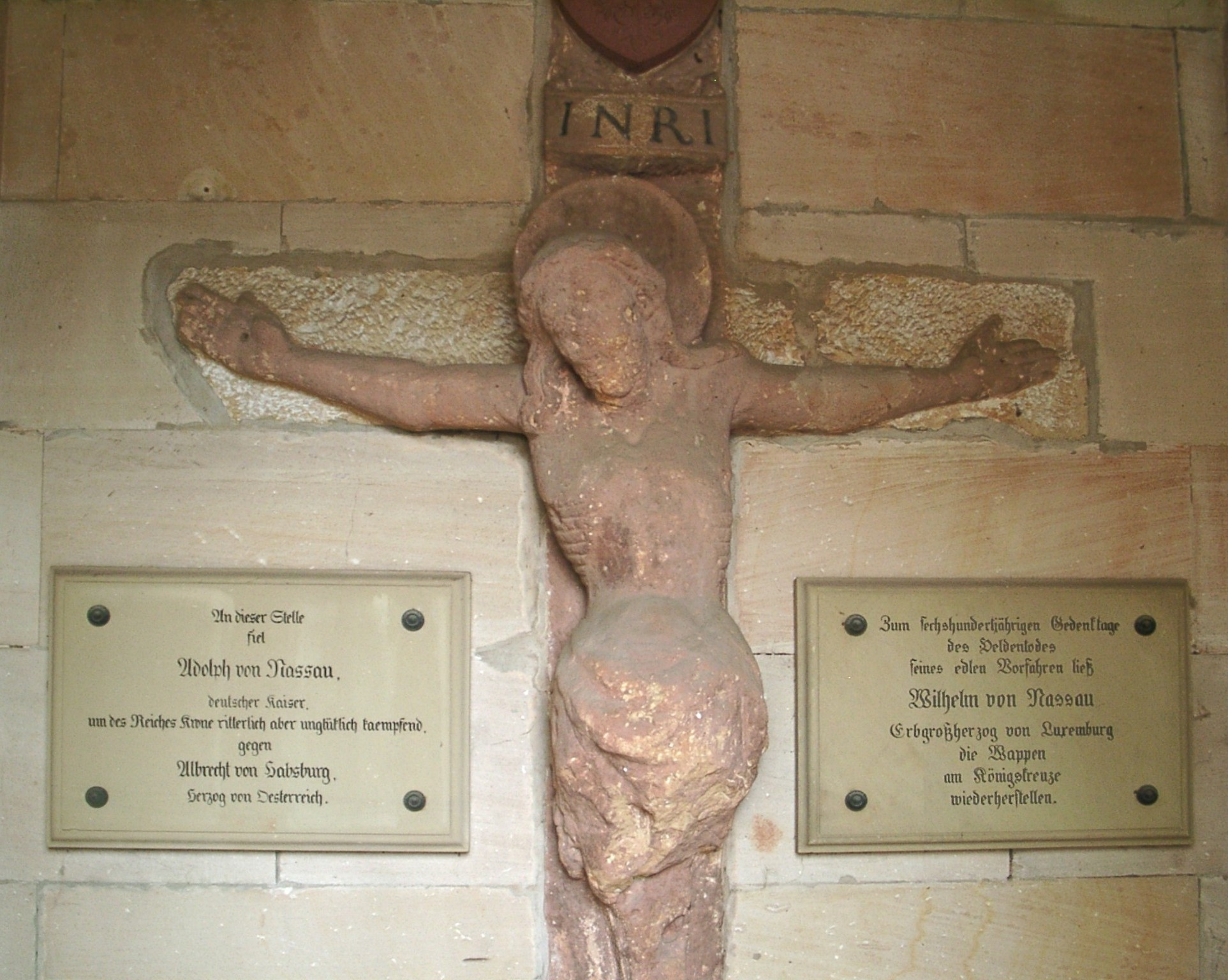
Das sogenannte Königskreuz von Göllheim
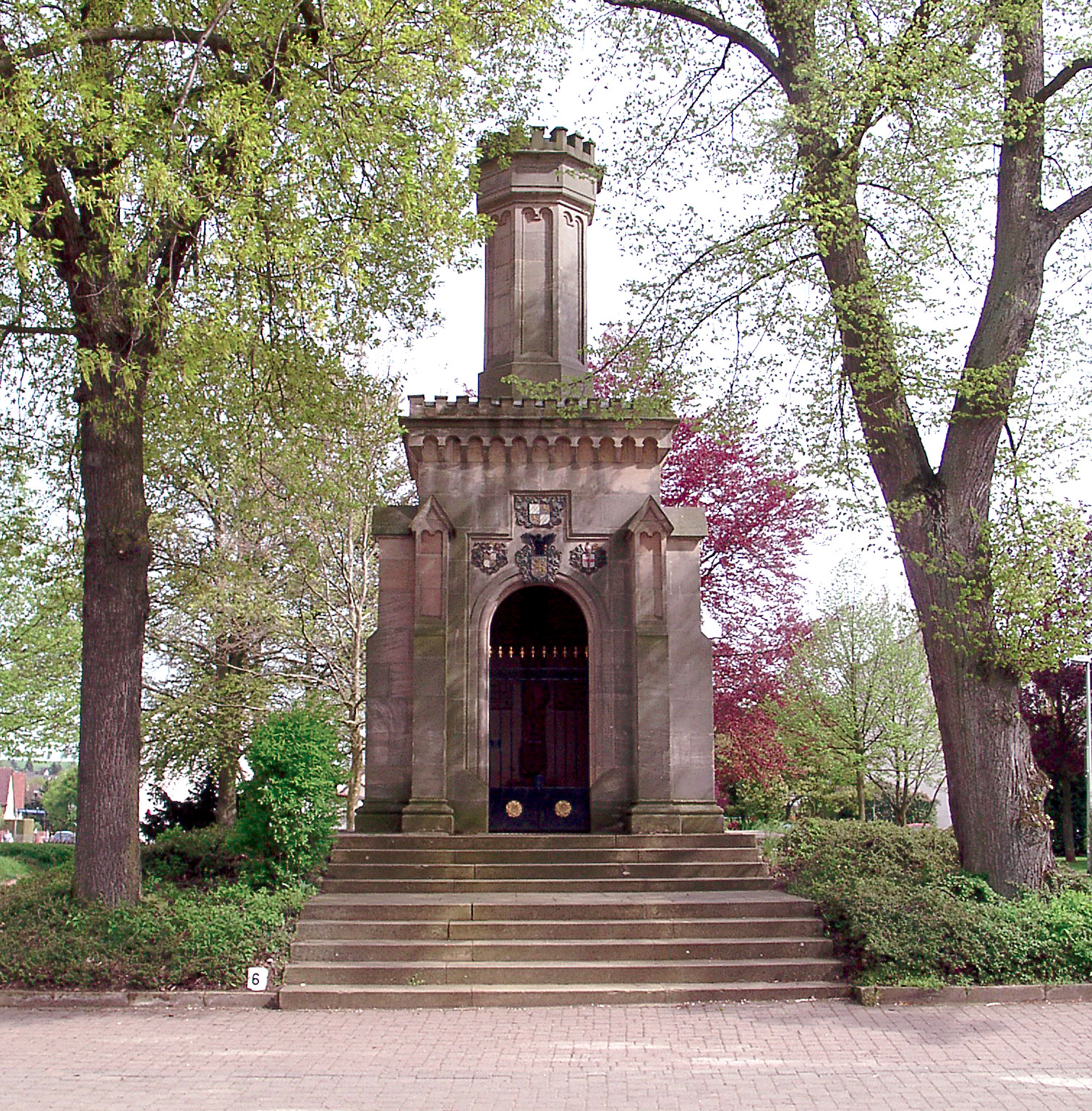
Kapelle aus dem 19. Jahrhundert, über dem Königskreuz erbaut
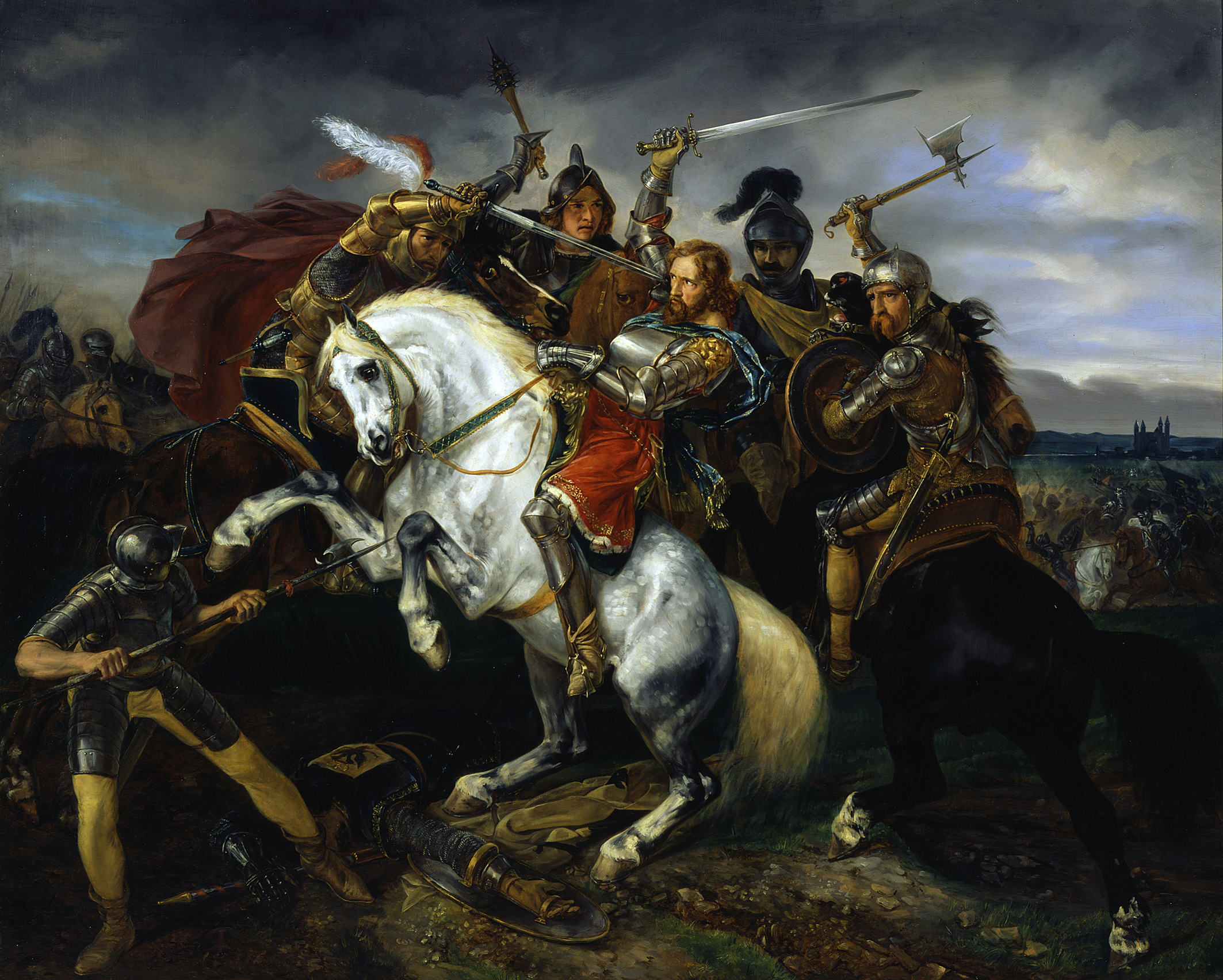
Simon Meister (historisierend, Koblenz 1829): Adolfs Tod
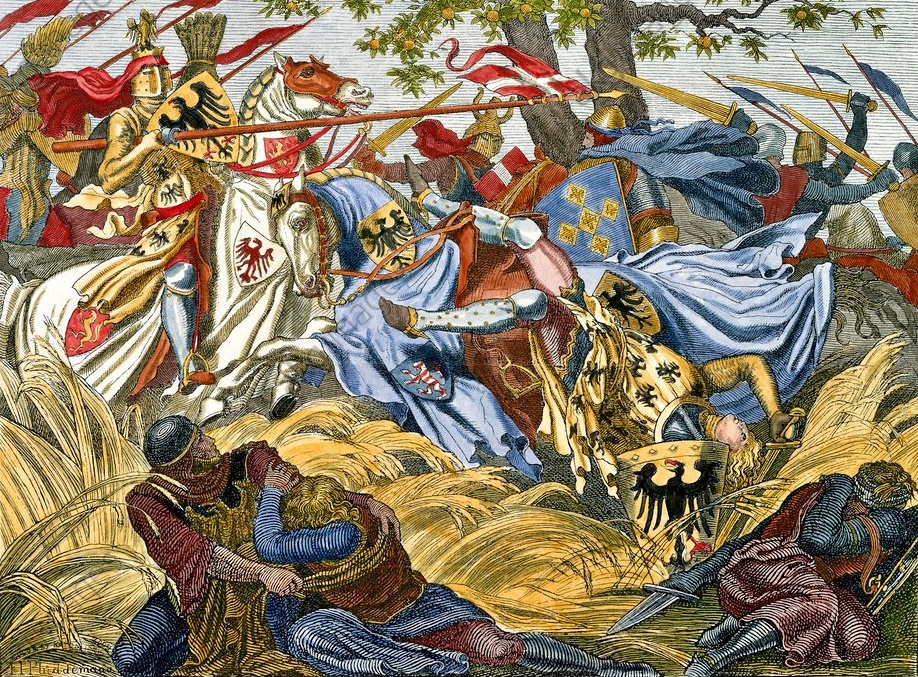
Hermann Plüddemann (historisierend, 1855): Schlacht bei Göllheim

## Nachwirken

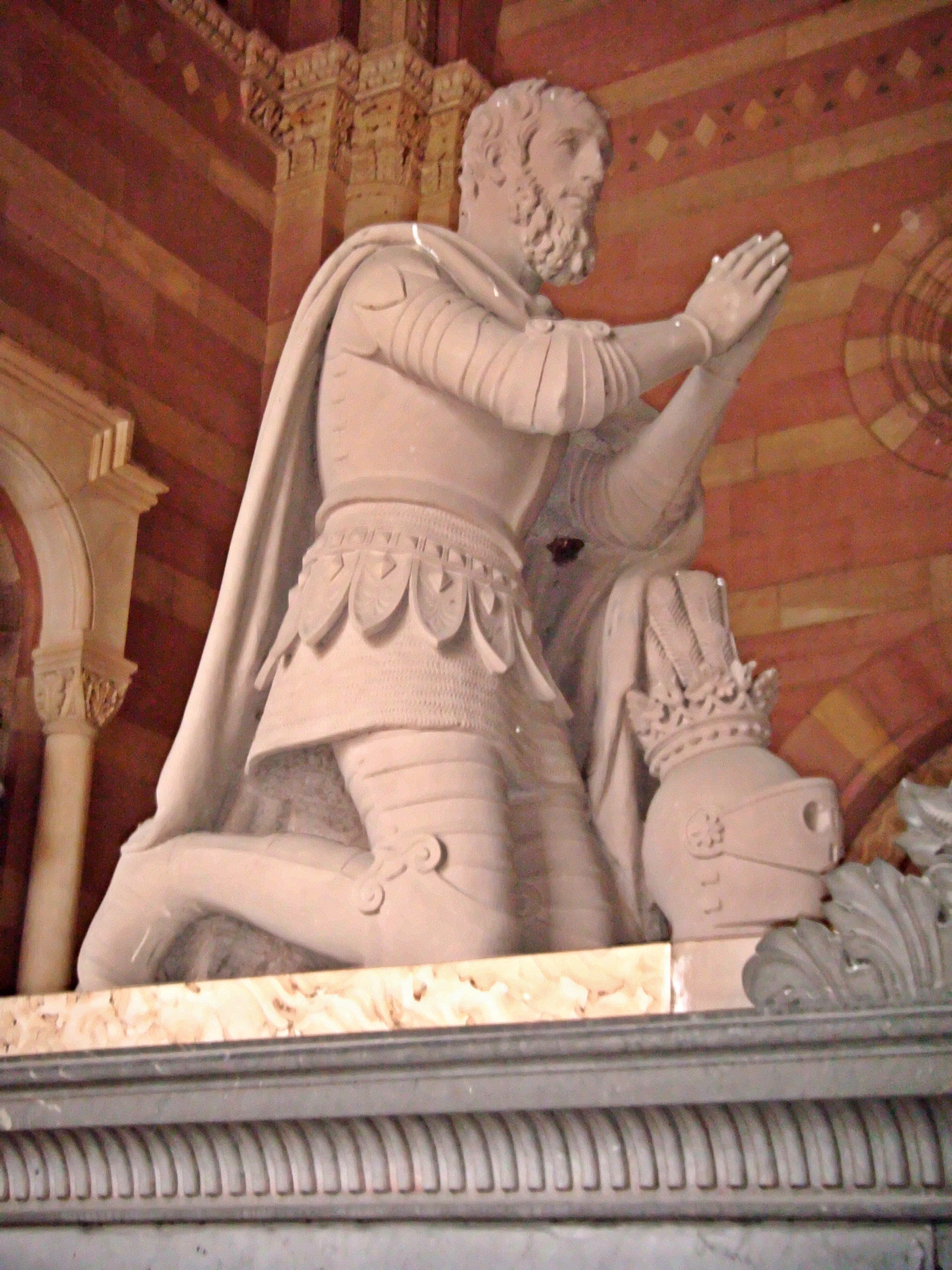
Statue des Königs auf dem Grabmal im Speyerer Dom; geschaffen 1824 von Landolin Ohmacht nach einem Entwurf von Leo von Klenze

Am 29. August 1309 ließ König Heinrich VII. den Sarg Adolfs in den Speyerer Dom überführen. Hier wurde er neben Albrecht beigesetzt, der 1308 einem Mordanschlag zum Opfer gefallen war.
Im Jahr 1824 stiftete Herzog Wilhelm von Nassau seinem Ahnen im Chor des Doms ein monumentales Grabdenkmal, das heute in der Vorhalle platziert ist. Es zeigt König Adolf in Rüstung, kniend im Gebet versunken. Die Planung des Denkmals war Leo von Klenze übertragen, ausgeführt wurde der Entwurf durch den Bildhauer Landolin Ohmacht. In einer Wandnische der Vorhalle steht zudem eine Großstatue Adolfs von Nassau, gefertigt 1858 von dem Bildhauer Anton Dominik von Fernkorn.
Wahrscheinlich im 19. Jahrhundert entstand die Sage, dass Adolf ein Graf aus dem Nürnberger Raum gewesen sei. Dieser Irrtum beruhte wahrscheinlich auf der Verwechslung mit seinem Vetter Emich I. von Nassau-Hadamar, der nach seiner Heirat mit Anna von Nürnberg um 1300 Inhaber der Burg Kammerstein geworden war.
Im Jahr 1841 ließ Herzog Adolph zu Nassau vom Düsseldorfer Maler Heinrich Mücke ein Porträt König Adolfs anfertigen, das 1843 im Frankfurter Kaisersaal im Römer aufgehängt wurde. Das Bild zeigt König Adolf mit Brustharnisch und weißem Mantel. Auf dem Kopf trägt er eine eiserne Krone mit „angedeuteter Pickelhaube“, in der rechten Hand hält er ein Schwert, in der linken einen Schild mit einem Adler. Neben der Namensunterschrift zeigt das Bild den lateinischen Ausspruch „Praestat vir sine pecunia quam pecunia sine viro.“ (Besser ein Mann ohne Geld als Geld ohne Mann). Bei dem Porträt handelt es sich um eine idealisierte Darstellung im Geist des Historismus durch den Künstler, die sich nicht an vorhergehenden Bildnissen orientierte. Heinrich Mücke standen keine zeitgenössischen Bilder des Königs zur Verfügung, andere Darstellungen, zum Beispiel die Georg Friedrich Christian Seekatz zugeschriebene, verwarf er als zu mittelmäßig.
Mit Bezug auf ihn rühmt man in der 5. Strophe der niederländischen Nationalhymne, des Wilhelmus, den Vater des Vaterlands Willem van Oranje, er sei „von kaiserlichem Stamm“.

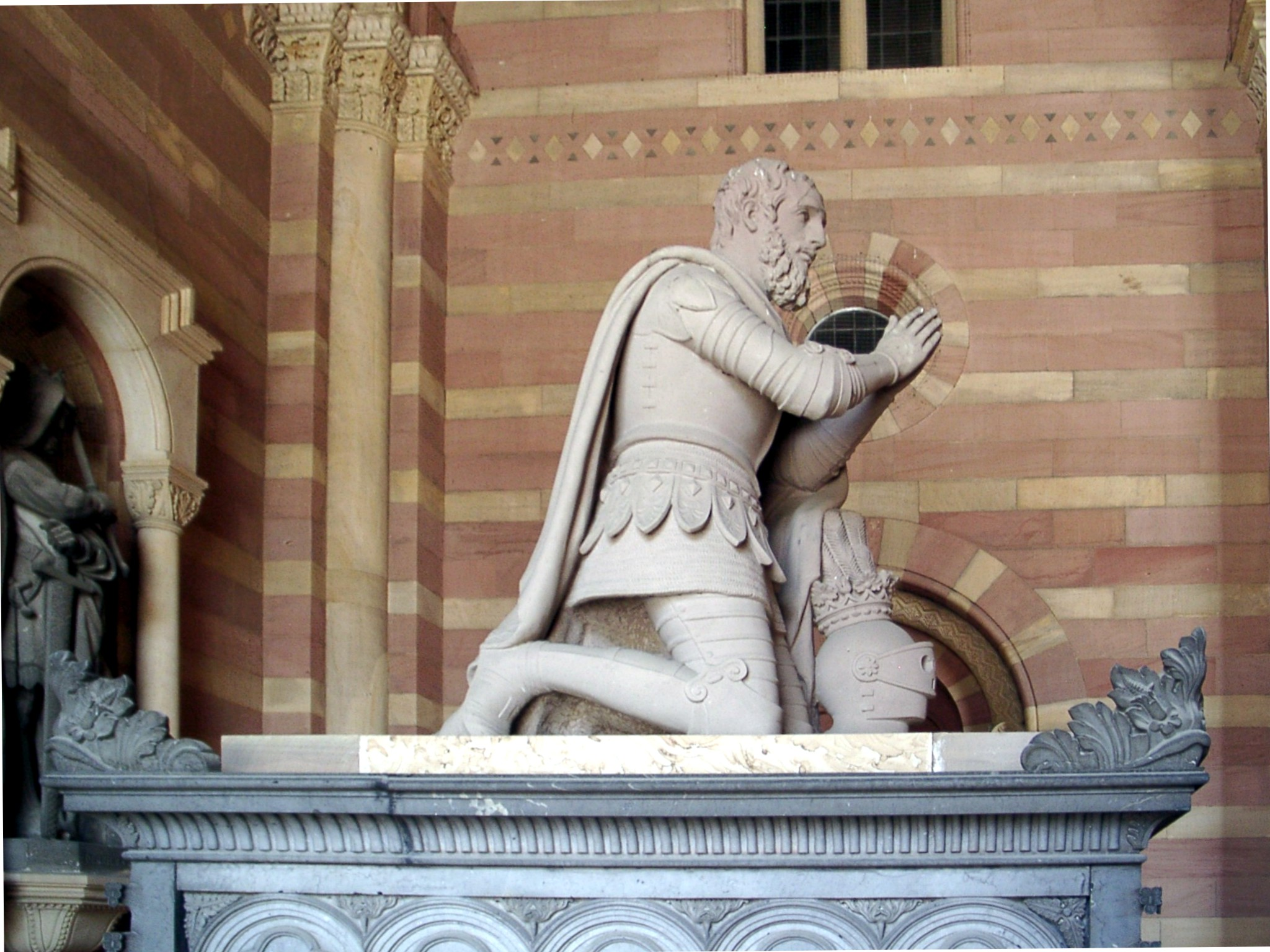
Grabmal Adolfs in der Vorhalle des Speyerer Doms (1824)
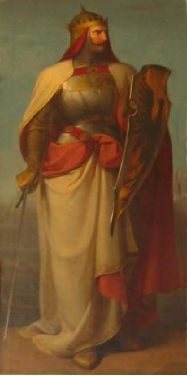
Ausschnitt des Bildes von Adolf im Frankfurter Kaisersaal (1841)
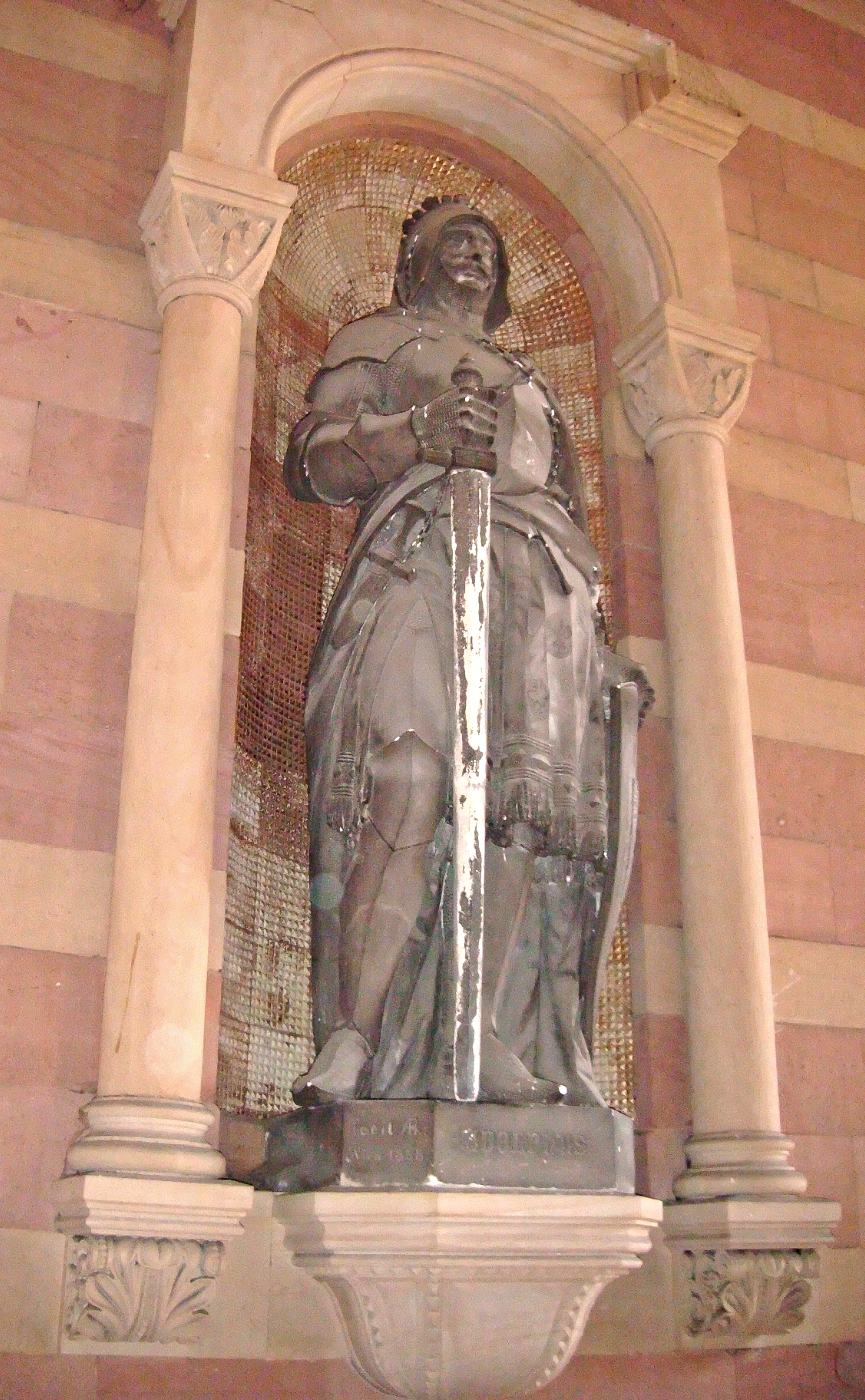
Anton Dominik von Fernkorn: Großstatue Adolfs in der Vorhalle des Speyerer Doms (1858)
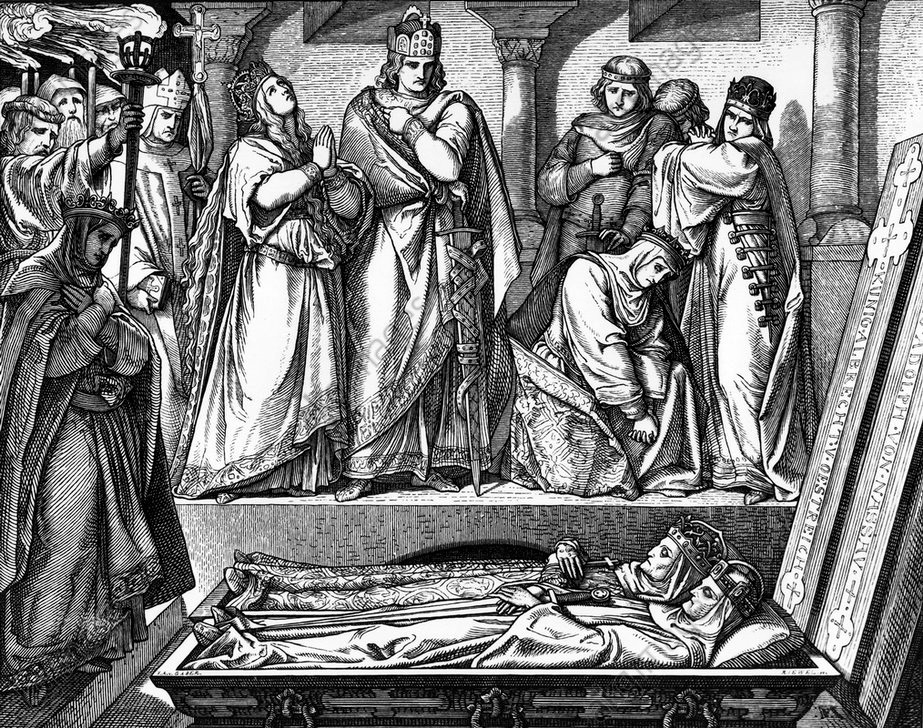
Adolf Ehrhardt: Beisetzung beider Könige 1309 im Speyerer Dom (historisierend, 1860)
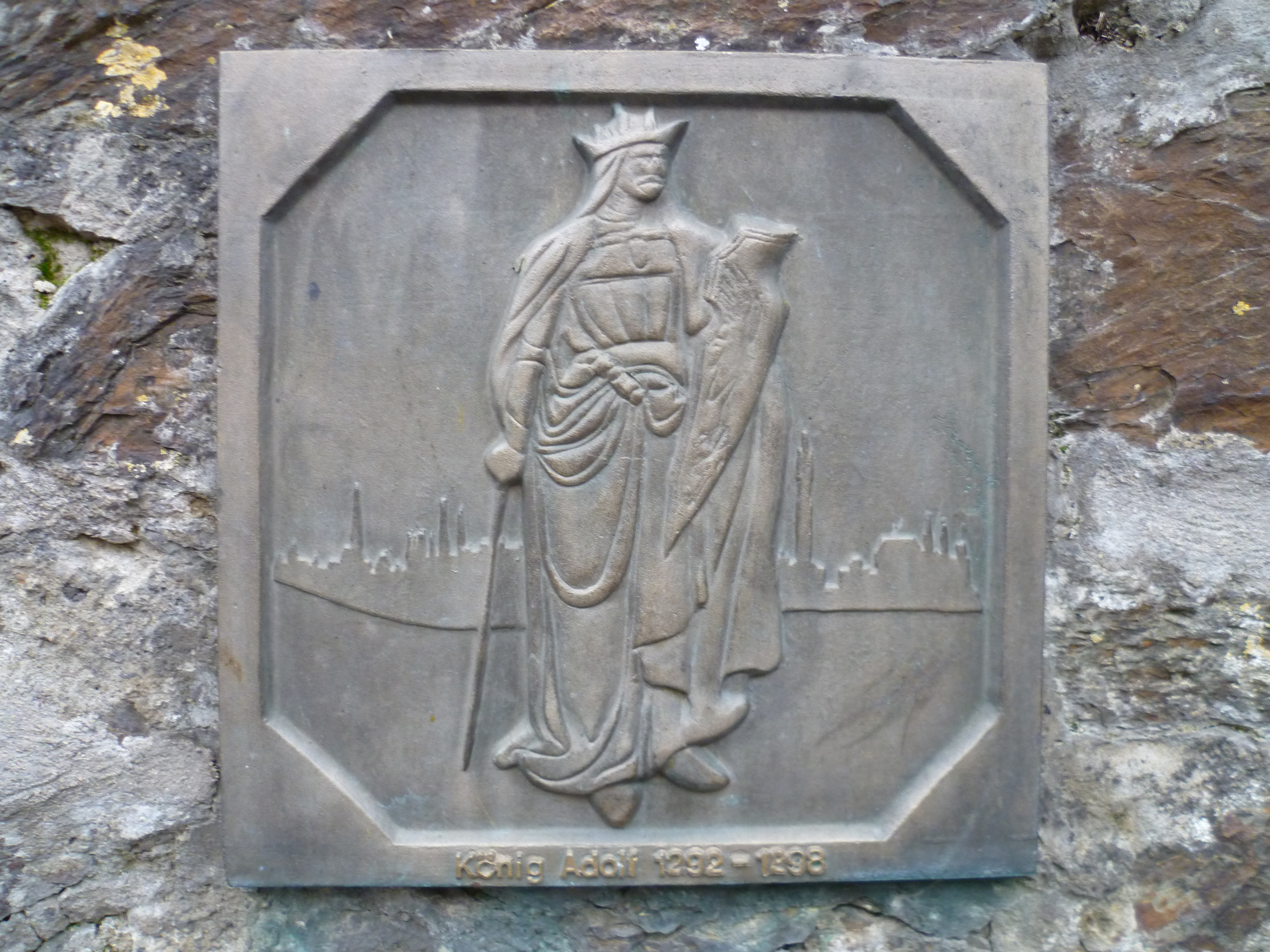
Plakette vom König-Adolf-Platz in Idstein/Taunus (nach dem Zweiten Weltkrieg)

## Oper
Der Komponist Heinrich Marschner bearbeitete Adolfs Lebensgeschichte 1844 in seiner Oper Kaiser Adolph von Nassau, op. 130 nach einem Libretto von Heribert Rau. Die Uraufführung erfolgte am 5. Januar 1845 am Königlich-Sächsischen Hoftheater Dresden.